# Exposición Internacional del Sesquicentenario

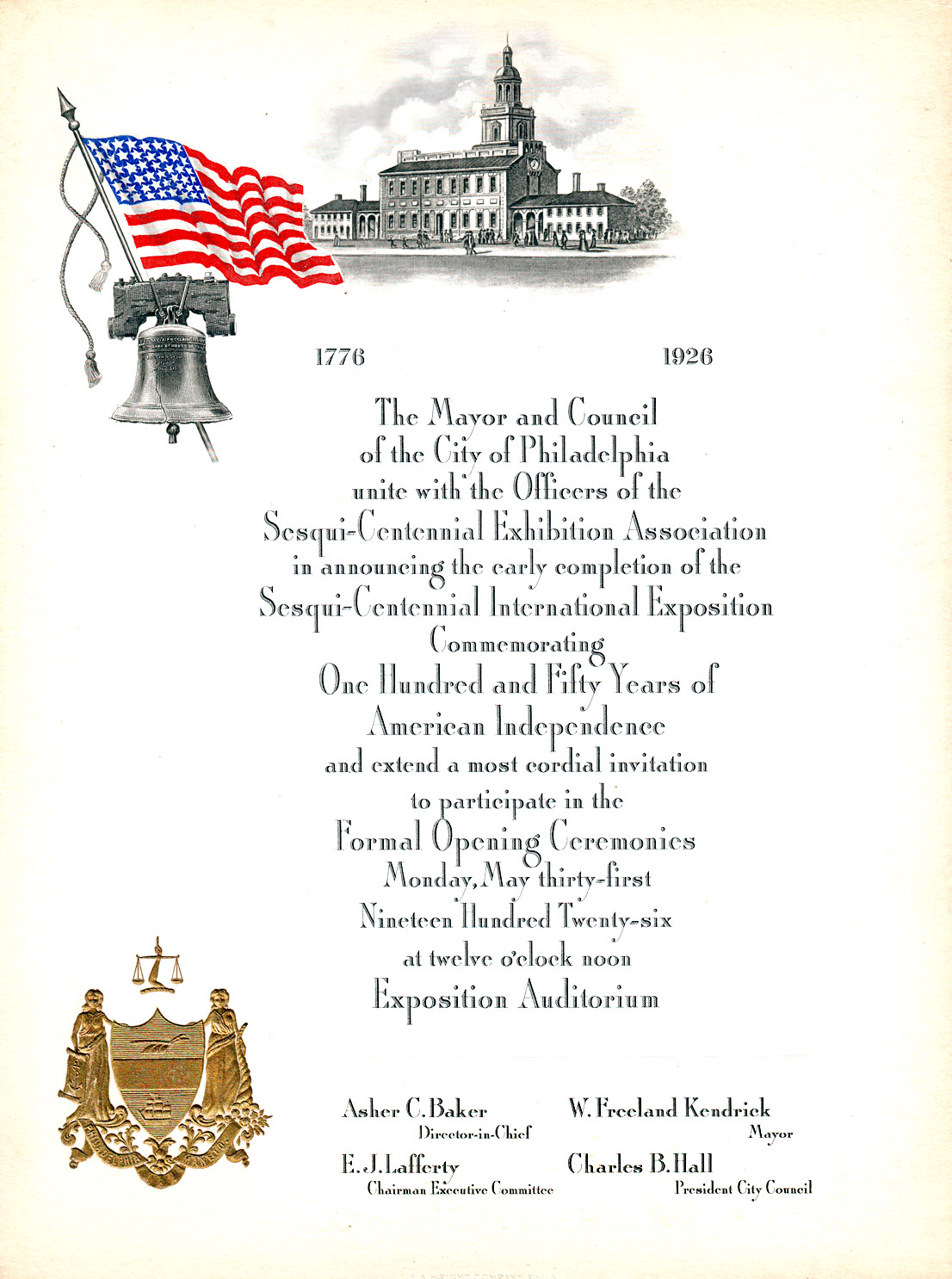
Invitación grabada para la Ceremonia de apertura para la 1926 Sesqui-Centennial Exposition que se celebró en Filadelfia, Pa., el 31 de mayo de 1926

La Exposición Internacional del Sesquicentenario (del inglés: Sesqui-Centennial International Exposition) de 1926 fue una exposición Universal organizada en Philadelphia, Pennsylvania para celebrar el 150.º aniversario de la firma de la Declaración de Independencia de Estados Unidos y el 50.º aniversario de la Exposición del Centenario de 1876.

## Historia
El honor de acoger esta celebración fue otorgado a Filadelfia en 1921. Los grandes planes iniciales quedaron reducidos enormemente en el momento en que se abrió la feria.  El director original de la exposición, el coronel David C. Collier, renunció en protesta por los recortes presupuestarios. Su sustituto, el capitán Asher C. Baker, debió de retirarse por enfermedad los días antes de la apertura de la feria, dejando la gestión en manos de E. L. Austin. Baker murió menos de dos semanas más tarde.

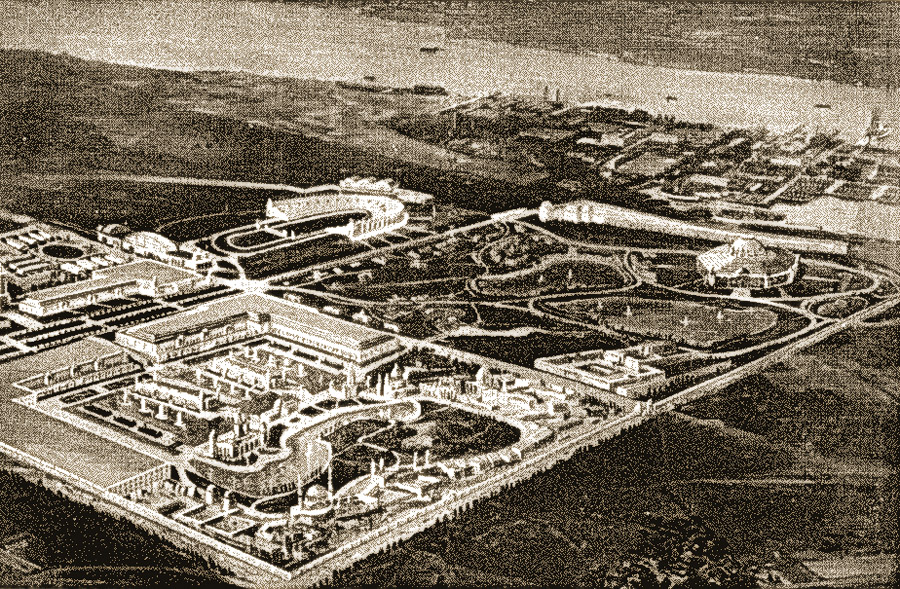
Vista a ojo de pájaro de los terrenos de la Exposición

La feria abrió sus puertas el 31 de mayo de 1926  y permaneció abierta hasta noviembre en los terrenos delimitados ahora por la calle 10, la Packer Avenue, la calle 23 y la US Navy Yard (Avenida Terminal) en Filadelfia Sur. Originalmente conocidos como Parque Isla Liga (League Island Park), estos terrenos están ahora ocupados por el FDR Park, la plaza Marconi, el Packer Park Residential Neighborhood, los tres estadios del South Philadelphia Sports Complex (Wells Fargo Center, Lincoln Financial Field y Citizens Bank Park), y el complejo de entrenamiento de los  Philadelphia Eagles que ahora ocupan la parte destinado a los jardines, y que desde 1933 hasta 1993 fueron el sitio del Hospital Naval de Filadelfia (demolido en 2001).

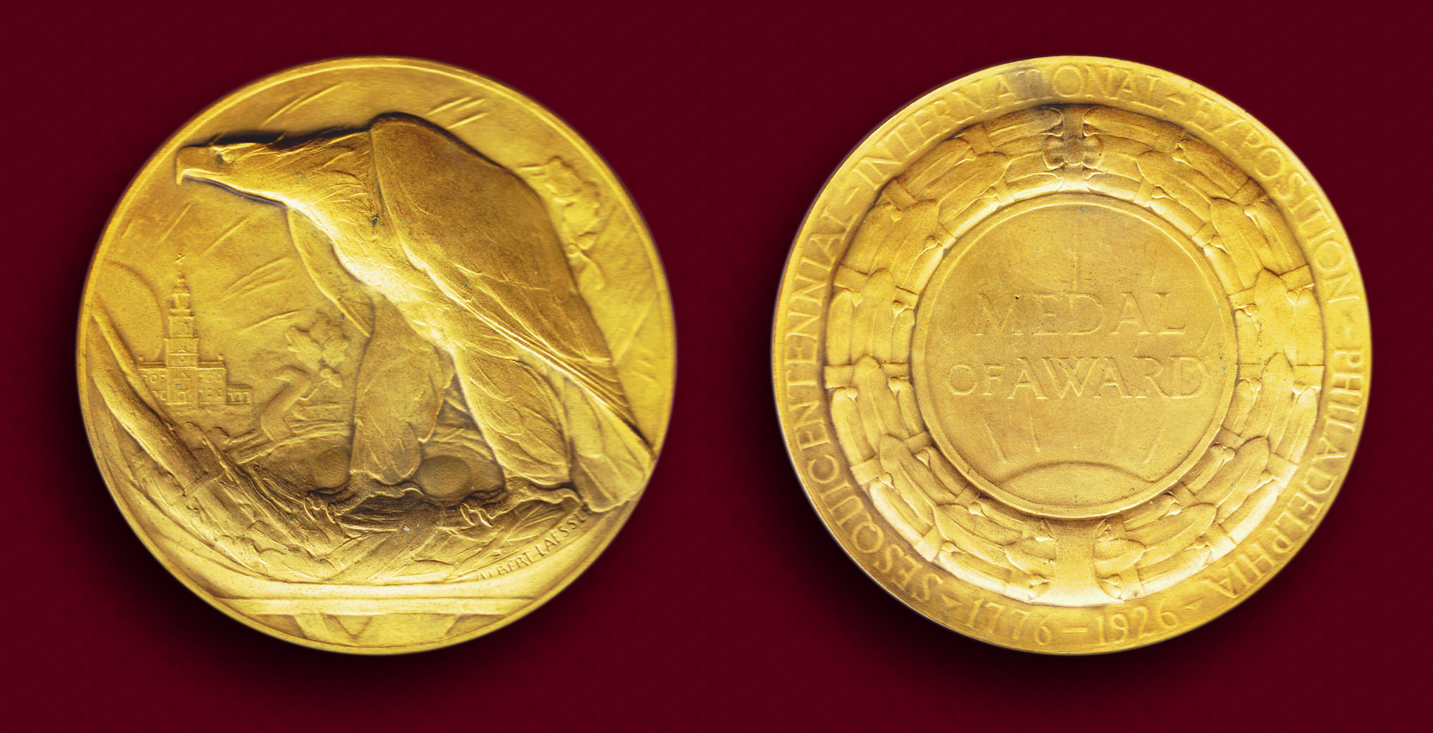
La Medalla de Premio de Oro esculpida por Albert Laessle.

El principal diseñador de los edificios de exposición fue un joven Louis Kahn, más adelante un arquitecto de renombre mundial, que entonces trabajaba para el arquitecto municipal John Molitor. El escultor Charles Tefft fue elegido como director de escultura de la feria mientras que el notable escultor y artista de Filadelfia, Albert Laessle, creó las Medallas de Premio de la feria.
La feria tuvo una asistencia mucho más pequeña que la esperada (unos 10 millones de personas) y cuando terminó fue incapaz de cubrir sus deudas y entró en suspensión de pagos en 1927, momento en el que sus activos fueron vendidos en una subasta.

## Destacado

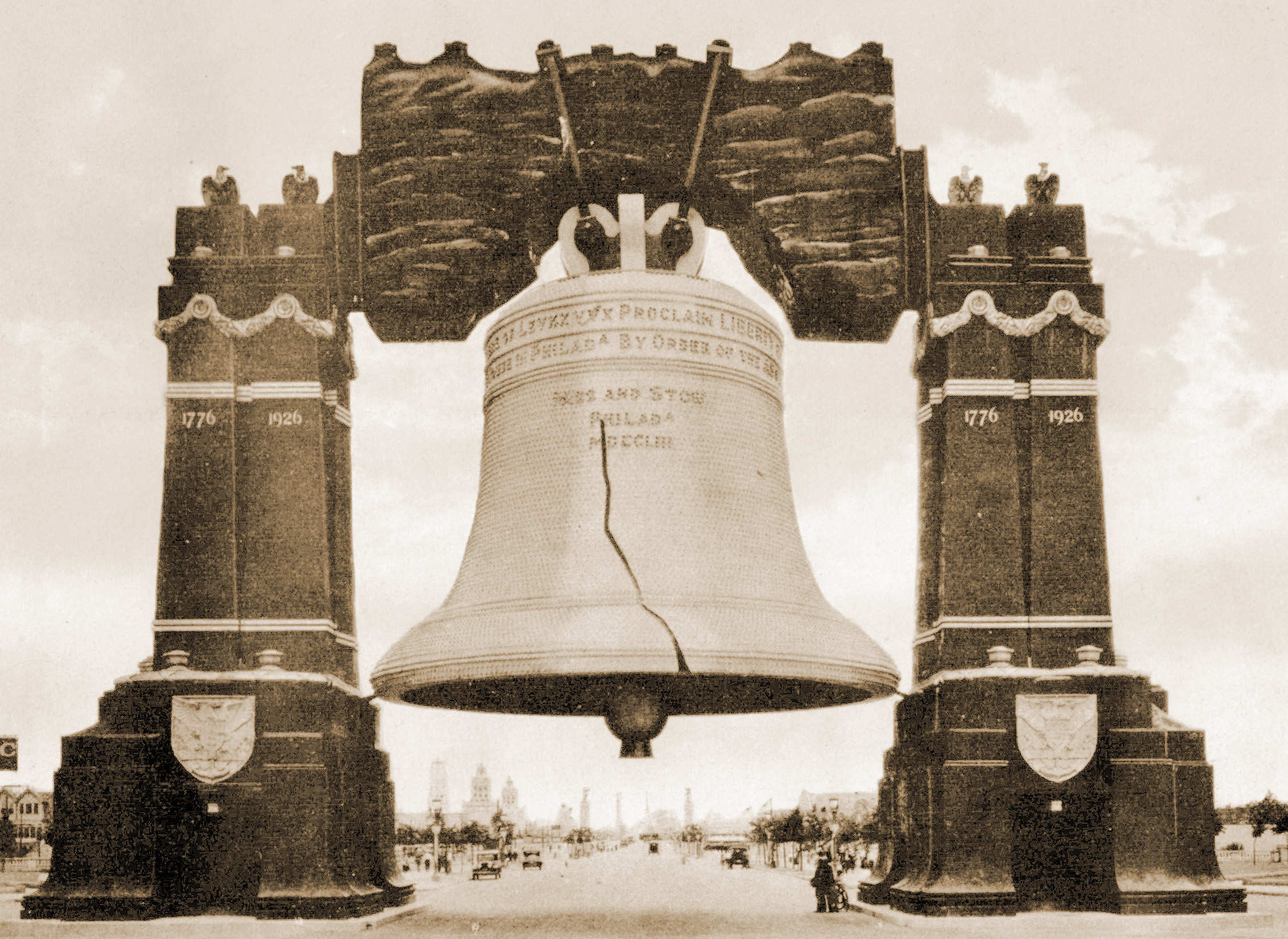
La campana iluminada de 80 pies de altura réplica de la Liberty Bell en Broad Street

Los organizadores construyeron una réplica de 80 pies del símbolo de la Exposición, la Liberty Bell [Campana de la Libertad], cubierta de 26 000 ámparas eléctricas, en la puerta de entrada al festival. El Sesqui-Centennial Stadium (más tarde conocido como Philadelphia Stadium Municipal, y después de 1964, como John F. Kennedy Stadium) fue construido conjuntamente con la feria. También se mostraba en la exposición el Curtis Organ, todavía uno de los mayores órganos de tubos en el mundo.  En 1926, en previsión de las multitudes que asistirían a la muestra, fue construido el primer puente que atraviesa el río Delaware entre el centro de la ciudad de Filadelfia y Camden, New Jersey (más tarde llamado Benjamin Franklin Bridge).
Los oradores principales en la ceremonia de apertura fueron el secretario de Estado Frank B. Kellogg, el secretario de Comercio y futuro presidente Herbert Hoover, y el alcalde de Filadelfia  W. Freeland Kendrick. En el centro de la exposición, a lo largo de la calle principal en un segmento del sur de la calle Broad conocido como el Southern Boulevard Parkway estaba el Forum de los Fundadores, que consistía en la Corte de Honor, los Edificios de las Artes Liberales y Agricultura, un grupo de esculturas y la Escalera de las Naciones, frente a la espectacular Torre de Luz.
La Exposición también incluía una zona de atracciones, que se encontraba dentro del League Island Park. El área fue designada como «La isla del tesoro» (Treasure Island). Referida como un paraíso para niños, ocupaba más de cinco hectáreas y disponía de gran variedad de diversiones y entretenimiento, como una réplica de las Montañas Rocosas canadienses, un ferrocarril en miniatura, un tobogán de montaña, la Playa de Robinson Crusoe, la guarida de un pirata, paseos en lancha y el Arca de Noé completa con animales.

## Legado
Benito Mussolini conmemoró el sesquicentenario donando una fuente adornada a Filadelfia. Instalada en Fairmount Park, fue descuidada durante muchos años antes de ser restaurada en 2013. Se imprimió un sello conmemorativo, que muestra la Campana de la Libertad (número 627 del Scott catalogue)  y se acuñaron dos Early United States commemorative coins, un medio dólar de plata y un Quarter eagle de oro. La moneda de cincuenta centavos muestra las cabezas de George Washington y Calvin Coolidge  en el anverso, y la Campana de la Libertad en el reverso. La moneda de $ 2 1/2 tiene en el anverso la Libertad, de pie en un globo, sosteniendo una antorcha y la Declaración de Independencia; el reverso representa el Independence Hall.  El sello se emitió en grandes cantidades y es muy barato. Las monedas se venden sólo moderadamente bien, aunque ambas siguen siendo más comunes que muchas items conmemorativos de ese período.

Mapa y logo de la Exposición Internacional del Sesquicentenario
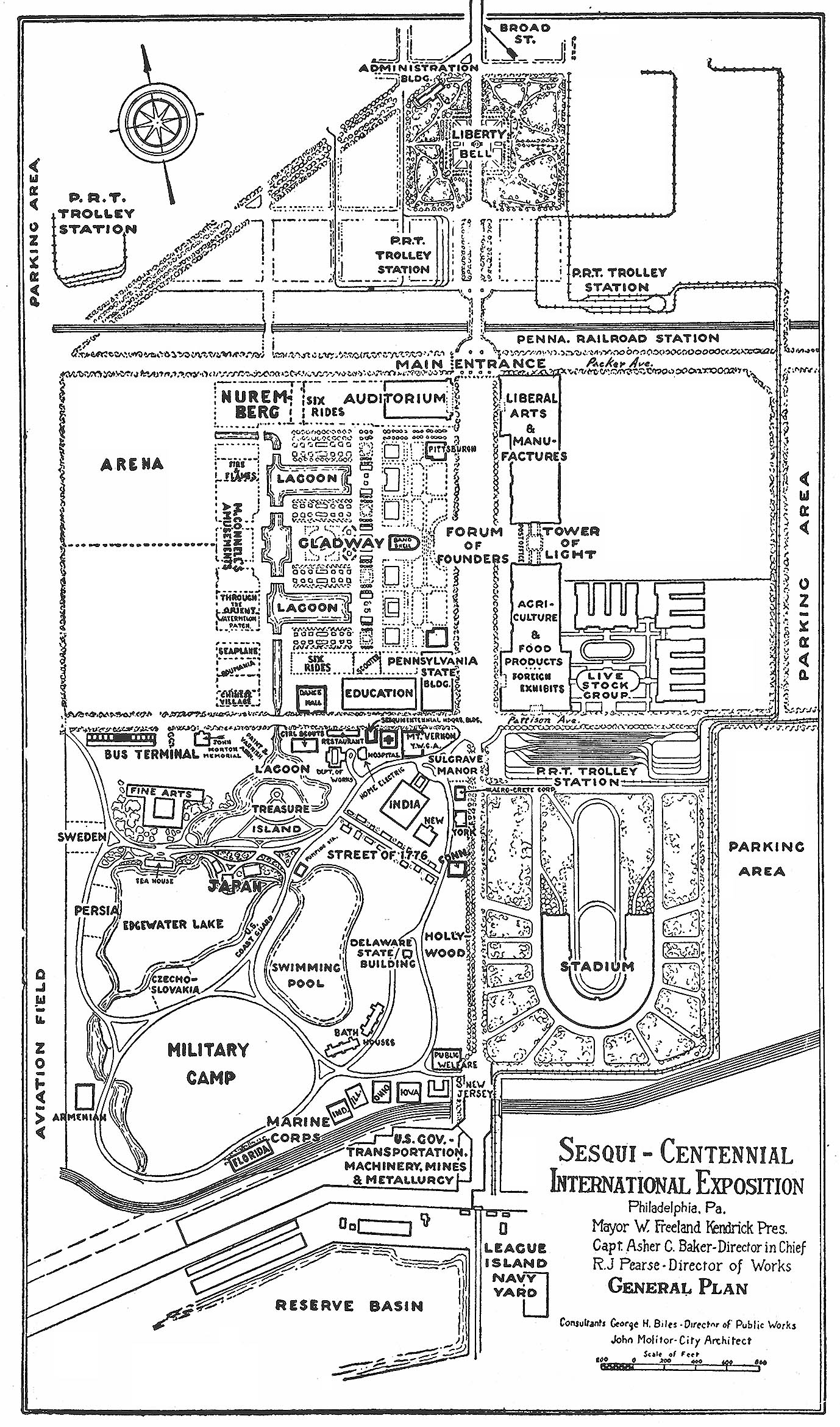
Diagrama de los terrenos de la Exposición
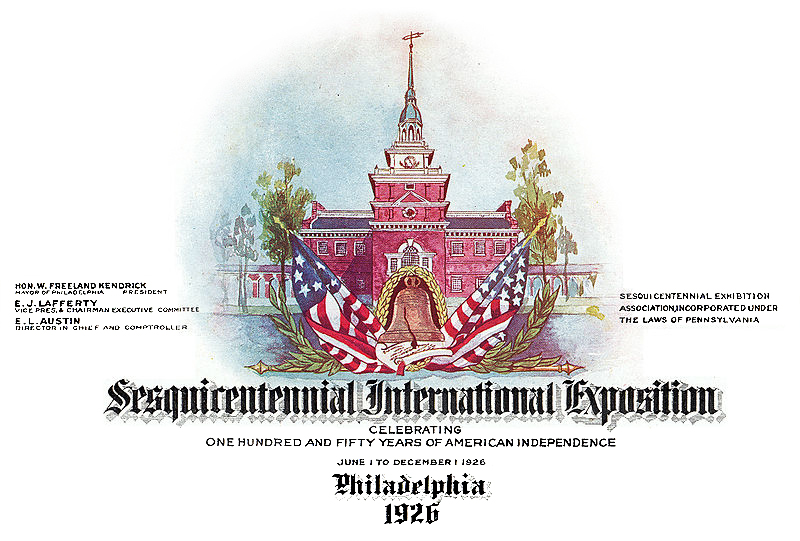
Logo de la Exposición